# 乌尔杜库伽
乌尔杜库伽（约公元前1830年—约公元前1828年前后在位）（英語：Ur-dukuga）。伊辛第一王朝国王。承袭伊泰尔·皮沙之位，伊辛第一王朝的势力在他短暂的统治中得到扩大与加强。关于其的文物亦留存至今。死后由辛·玛吉尔承袭其位。